# Zurab Pataridze
Zurab Alexandrovič Pataridze (gruzínsky: ზურაბ ფათარიძე) (9. září 1928 – 5. června 1982) byl gruzínský komunistický politik. Od roku 1975 až do své smrti v červnu 1982 působil ve funkci Předsedy Rady ministrů Gruzínské SSR.
Pocházel z úřednické rodiny. V mládí studoval na Gruzínském polytechnickém institutu, odkud získal v roce 1952 diplom. Od té doby pracoval jako vedoucí směny v čiaturských dolech na manganovou rudu. V roce 1955 vstoupil do KSSS. Od té doby povyšoval nejprve na vedoucího celého segmentu dolů, později se stal manažerem, šéfinženýrem a nakonec ředitelem a předsedou představenstva dolů.
V roce 1962 zahájil svou kariéru ve stranické hierarchii a stal se prvním tajemníkem městského výboru v Čiatuře. Tuto funkci vykonával do roku 1967, kdy se stal členem Ústředního výboru gruzínské větve KSSS. Od roku 1972 byl jeho předsedou. O 3 roky později dosáhla jeho kariéra vrcholu, když se stal předsedou Rady ministrů Gruzie, tedy de facto premiérem Gruzínské SSR. Tento post mu umožnil stát se kandidátem do Ústředního výboru KSSS v Moskvě a účastnil se 9. a 10. zasedání Nejvyššího sovětu SSSR.
Byl držitelem Řádu Říjnové revoluce a Řádu Rudého praporu práce.
Dne 5. června 1982 zemřel při autonehodě.